# Adolf Gimpel
Adolf Gimpel (ur. 17 stycznia 1875 we Lwowie, zm. obóz zagłady w Bełżcu) – klarnecista, skrzypek, dyrygent, pedagog

## Życiorys
Adolf Gimpel był synem Jakuba Bera, ojcem Bronisława, Jakuba oraz Karola. W latach 1888–1894? kształcił się w grze na klarnecie pod kierunkiem Franciszka Linka, na skrzypcach zaś Maurycego Wolfstahla w Konserwatorium Galicyjskiego Towarzystwa Muzycznego we Lwowie. Początkowo grał w orkiestrze Teatru Miejskiego we Lwowie. Był następnie klarnecistą w Orkiestrze Teatru Skarbka, później Miejskiego Teatru Wielkiego oraz pedagogiem muzycznym. Ponadto od 1906 roku przez ponad 30 lat był dyrygentem orkiestry lwowskiego Teatru Żydowskiego. We Lwowie prowadził – jako pierwszy kapelmistrz – austriacką reprezentacyjną orkiestrę dętą. Dyrygował w mundurze wojskowym. 
Po zajęciu Lwowa przez Rosjan Adolf Gimpel pracował w nowo powstałym Państwowym Teatrze Żydowskim jako skrzypek. Gdy w 1941 roku po wybuchu wojny miasto zajęli Niemcy, trafił wraz z żoną go getta.
Prawdopodobnie wraz z dwoma braćmi, Emilem (Szmulem Mendlem, ur. w 1869) i Maurycym (Markiem), zginął w Bełżcu. 
Jego synowie byli wybitnymi muzykami. Starszy, Karol (1890–1942), był pianistą i znanym akompaniatorem. Pełnił też funkcję kierownika muz. teatrzyku rewiowego „Azazel”. We wrześniu 1939, po zajęciu miasta przez Armię Czerwoną, dyrygował orkiestrą nowo utworzonej grupy teatralnej, pracującej w gmachu Teatru Colosseum. Po wybuchu wojny niemiecko-radzieckiej znalazł się w głębi Rosji, gdzie zmarł w szpitalu więziennym w Bucharze. Jakub po wkroczeniu Sowietów do miasta został aresztowany i osadzony w więzieniu.